# Stefan Struve
Stefan Jaimy Struve, né le 18 février 1988 à Beverwijk, est un pratiquant professionnel néerlandais d'arts martiaux mixtes (MMA). Il évolue dans la division poids lourds de l'UFC Ultimate Fighting Championship. Il a la particularité d'être très grand pour un combattant de MMA (2,13 mètres). En plus d'être le combattant le plus grand de l'UFC, il est aussi celui qui a la plus grande allonge (2,15 mètres, à égalité avec Jon Jones).

## Parcours en arts martiaux mixtes

### Ultimate Fighting Championship
En août 2013, on apprend que Struve souffre d'une malformation cardiaque, à savoir une bicuspidie valvulaire aortique qui l'écarte de la compétition.
Il retourne à un entrainement complet dès novembre et son retour dans l'Octogone est annoncé début mai 2014 face à Matt Mitrione lors de l'UFC 175 du 5 juillet.
Mais, après s'être évanoui dans les vestiaires au cours de la soirée, le combat est simplement annulé au dernier moment.

## Palmarès en arts martiaux mixtes
| 42 combats           | 29 victoires | 13 défaites |
| Par KO               | 8            | 9           |
| Par soumission       | 18           | 1           |
| Sur décision         | 2            | 3           |
| Par disqualification | 1            | 0           |

| Résultat | Record | Adversaire               | Méthode                                    | Événement                                   | Date              | Round | Temps | Lieu                                       | Notes                    |
| -------- | ------ | ------------------------ | ------------------------------------------ | ------------------------------------------- | ----------------- | ----- | ----- | ------------------------------------------ | ------------------------ |
| Défaite  | 29-13  | Tai Tuivasa              | KO (coups de poing)                        | UFC 254 - Nurmagomedov vs. Gaethje          | 24 octobre 2020   | 1     | 4:59  | Île de Yas, Abou Dabi, Émirats arabes unis |                          |
| Défaite  | 29-12  | Ben Rothwell             | TKO (coups de poing)                       | UFC on ESPN 7 - Overeem vs. Rozenstruik     | 7 décembre 2019   | 2     | 4:57  | Washington, États-Unis                     |                          |
| Victoire | 29-11  | Marcos Rogerio de Lima   | Soumission (étranglement triangle de bras) | UFC Fight Night 145 - Blachowicz vs. Santos | 23 février 2019   | 2     | 2:21  | Prague, République tchèque                 |                          |
| Défaite  | 28-11  | Marcin Tybura            | Décision unanime                           | UFC Fight Night 134 - Shogun vs. Smith      | 22 juillet 2018   | 3     | 5:00  | Hambourg, Allemagne                        |                          |
| Défaite  | 28-10  | Andrei Arlovski          | Décision unanime                           | UFC 222                                     | 3 mars 2018       | 3     | 5:00  | Las Vegas, Nevada, États-Unis              |                          |
| Défaite  | 28-9   | Alexander Volkov         | TKO (coups de poing)                       | UFC Fight Night: Volkov vs. Struve          | 2 septembre 2017  | 3     | 3:30  | Rotterdam, Pays-Bas                        | Combat de la soirée.     |
| Victoire | 28-8   | Daniel Omielańczuk       | Soumission (d'arce choke)                  | UFC 204: Bisping vs. Henderson II           | 8 octobre 2016    | 2     | 1:41  | Manchester, Angleterre                     |                          |
| Victoire | 27-8   | Antônio Silva            | KO (coups de coude)                        | UFC Fight Night: Overeem vs. Arlovski       | 8 mai 2016        | 1     | 0:16  | Rotterdam, Pays-Bas                        | Performance de la soirée |
| Défaite  | 26-8   | Jared Rosholdt           | Décision unanime                           | UFC 193: Rousey vs. Holm                    | 15 novembre 2015  | 3     | 5:00  | Melbourne, Australie                       |                          |
| Victoire | 26-7   | Antônio Rodrigo Nogueira | Décision unanime                           | UFC 190: Rousey vs. Correia                 | 1er août 2015     | 3     | 5:00  | Rio de Janeiro, Brésil                     |                          |
| Défaite  | 25-7   | Alistair Overeem         | KO (coups de poing)                        | UFC on Fox: dos Santos vs. Miocic           | 13 décembre 2014  | 1     | 4:13  | Phoenix, Arizona, États-Unis               |                          |
| Défaite  | 25-6   | Mark Hunt                | TKO (coups de poing)                       | UFC on Fuel TV: Silva vs. Stann             | 3 mars 2013       | 3     | 1:44  | Saitama, Japon                             |                          |
| Victoire | 25-5   | Stipe Miocic             | TKO (coups de poing)                       | UFC on Fuel TV: Struve vs. Miocic           | 29 septembre 2012 | 2     | 3:50  | Nottingham, Angleterre                     |                          |
| Victoire | 24-5   | Lavar Johnson            | Soumission (clé de bras)                   | UFC 146: Dos Santos vs. Mir                 | 26 mai 2012       | 1     | 1:05  | Las Vegas, Nevada, États-Unis              |                          |
| Victoire | 23-5   | Dave Herman              | TKO (coups de poing)                       | UFC on Fuel TV: Sanchez vs. Ellenberger     | 15 février 2012   | 2     | 3:52  | Omaha, Nebraska, États-Unis                |                          |
| Victoire | 22-5   | Pat Barry                | Soumission (étranglement en triangle)      | UFC Live: Cruz vs. Johnson                  | 1er octobre 2011  | 2     | 3:22  | Washington D.C., États-Unis                | Soumission de la soirée  |
| Défaite  | 21-5   | Travis Browne            | KO (superman punch)                        | UFC 130: Rampage vs. Hamill                 | 28 mai 2011       | 1     | 4:11  | Las Vegas, Nevada, États-Unis              |                          |
| Victoire | 21-4   | Sean McCorkle            | TKO (coups de poing)                       | UFC 124: St-Pierre vs. Koscheck 2           | 11 décembre 2010  | 1     | 3:55  | Montréal, Québec, Canada                   |                          |
| Victoire | 20-4   | Christian Morecraft      | KO (coups de poing)                        | UFC 117: Silva vs. Sonnen                   | 7 août 2010       | 2     | 0:22  | Oakland, Californie, États-Unis            | KO de la soirée          |
| Défaite  | 19-4   | Roy Nelson               | TKO (coups de poing)                       | UFC Fight Night: Florian vs. Gomi           | 31 mars 2010      | 1     | 0:39  | Charlotte, Caroline du Nord, États-Unis    |                          |
| Victoire | 19-3   | Paul Buentello           | Décision majoritaire                       | UFC 107: Penn vs. Sanchez                   | 12 décembre 2009  | 3     | 5:00  | Memphis, Tennessee, États-Unis             |                          |
| Victoire | 18-3   | Chase Gormley            | Soumission (étranglement en triangle)      | UFC 104: Machida vs. Shogun                 | 24 octobre 2009   | 1     | 4:04  | Los Angeles, Californie, États-Unis        | Soumission de la soirée  |
| Victoire | 17-3   | Denis Stojnić            | Soumission (rear naked choke)              | UFC 99: The Comeback                        | 13 juin 2009      | 2     | 2:37  | Cologne, Allemagne                         |                          |
| Défaite  | 16-3   | Júnior dos Santos        | TKO (coups de poing)                       | UFC 95: Sanchez vs. Stevenson               | 21 février 2009   | 1     | 0:54  | Londres, Angleterre                        | Début à l'UFC            |
| Victoire | 16-2   | Mario Neto               | Soumission (rear naked choke)              | CG 10: Clash of the Titans                  | 29 novembre 2008  | 2     | 3:19  | Liverpool, Angleterre                      |                          |
| Victoire | 15-2   | Ralf Wonnink             | Soumission (clé de bras)                   | KOE: Tough is Not Enough                    | 5 octobre 2008    | 1     | N/A   | Ahoy Rotterdam, Pays-Bas                   |                          |
| Victoire | 14-2   | Yuji Sakuragi            | Soumission (étranglement en triangle)      | M-1 Challenge 6: Korea                      | 29 août 2008      | 1     | 2:30  | Corée du Sud                               |                          |
| Victoire | 13-2   | Colin Robinson           | Soumission (étranglement en triangle)      | Cage Gladiators 8                           | 27 juillet 2008   | 1     | N/A   | Angleterre                                 |                          |
| Victoire | 12-2   | Ralf Wonnink             | Soumission (rear naked choke)              | Beast of the East                           | 26 janvier 2008   | 1     | N/A   | Pays-Bas                                   |                          |
| Défaite  | 11-2   | Christian M'Pumbu        | Soumission (rear naked choke)              | Star of Peresvit                            | 7 décembre 2007   | 1     | 2:05  | Kiev, Ukraine                              |                          |
| Victoire | 11-1   | Sergey Danish            | TKO (arrêt du coin)                        | Star of Peresvit                            | 7 décembre 2007   | 2     | 2:20  | Kiev, Ukraine                              |                          |
| Victoire | 10-1   | Tomek Smykowski          | Soumission (rear naked choke)              | BFS: Mixfight Gala 6                        | 25 novembre 2007  | 1     | N/A   | Munich, Allemagne                          |                          |
| Victoire | 9-1    | Tom Blackledge           | Soumission (étranglement en triangle)      | Cage Gladiators 5                           | 4 novembre 2007   | 1     | 2:14  | Liverpool, Angleterre                      |                          |
| Victoire | 8-1    | Denis Komkin             | Soumission (rear naked choke)              | Siberian Challenge 1                        | 14 octobre 2007   | 1     | 0:56  | Bratsk, Russie                             |                          |
| Victoire | 7-1    | Marko Šintić             | Soumission (étranglement en triangle)      | CF: The Real Deal                           | 5 mai 2007        | 1     | N/A   | Emmen, Pays-Bas                            |                          |
| Victoire | 6-1    | Atte Backman             | Soumission (étranglement en triangle)      | Fight Festival 21                           | 17 mars 2007      | 1     | 3:54  | Helsinki, Finlande                         |                          |
| Victoire | 5-1    | Florian Müller           | TKO                                        | Outsider Cup 6                              | 16 décembre 2006  | 2     | 1:38  | Duisbourg, Allemagne                       |                          |
| Victoire | 4-1    | Marcus Sursa             | Soumission (étranglement en triangle)      | WEF: Orleans Arena                          | 10 juin 2006      | 1     | 3:01  | Las Vegas, Nevada, États-Unis              |                          |
| Victoire | 3-1    | Murat Bourekba           | Disqualification                           | Staredown City                              | 5 février 2006    | N/A   | N/A   | Oostzaan, Pays-Bas                         |                          |
| Victoire | 2-1    | Emir Smajlović           | KO                                         | MMA Event                                   | 17 septembre 2005 | 1     | N/A   | Pays-Bas                                   |                          |
| Défaite  | 1-1    | Romualds Garkulis        | TKO                                        | Mixfight Gala                               | 16 avril 2005     | 1     | N/A   | Pays-Bas                                   |                          |
| Victoire | 1-0    | John De Wilde            | Soumission (clé de bras)                   | Gentlemen Fight Night                       | 19 mars 2005      | 1     | N/A   | Pays-Bas                                   |                          |